# Фіксація (гістологія)
Фіксація в гістології, патології і клітинній біології — хімічний (формальдегід, спирт тощо) або фізичний (заморожування тощо) процес, за допомогою якого біологічні тканини або окремі клітини зберігаються від розпаду в незмінному стані.
Фіксація припиняє всі біохімічні реакції та часто також збільшує механічну міцність і стабільність тканини. У більшості випадків відбувається процес незворотної коагуляції білків.
Спосіб та тривалість фіксації вибирається в залежності від того, які дослідження будуть проводиться на об'єктом. При цьому враховуються особливості самого об'єкта та мета дослідження.
Найпоширенішими фіксувальними речовинами є формалін, етиловий спирт, спирт із формаліном, рідина Карнуа та інші.
Матеріал, що фіксується занурюється у рідину, що перевищує його за розмірами у 20-40 разів. Фіксація відбувається при кімнатній температурі. Для прискорення фіксації температуру піднімають до +37°C — +40°С. При більш вищих температурах у тканинах відбуваються незворотні зміни. Після закінчення процесу матеріал промивають у воді.
Після фіксації шматочків тканини чи органа їх ущільнюють, без чого неможливе подальше вивчення за допомогою мікроскопа.